# Mer des Alcyons
Pour les articles homonymes, voir Alcyon.

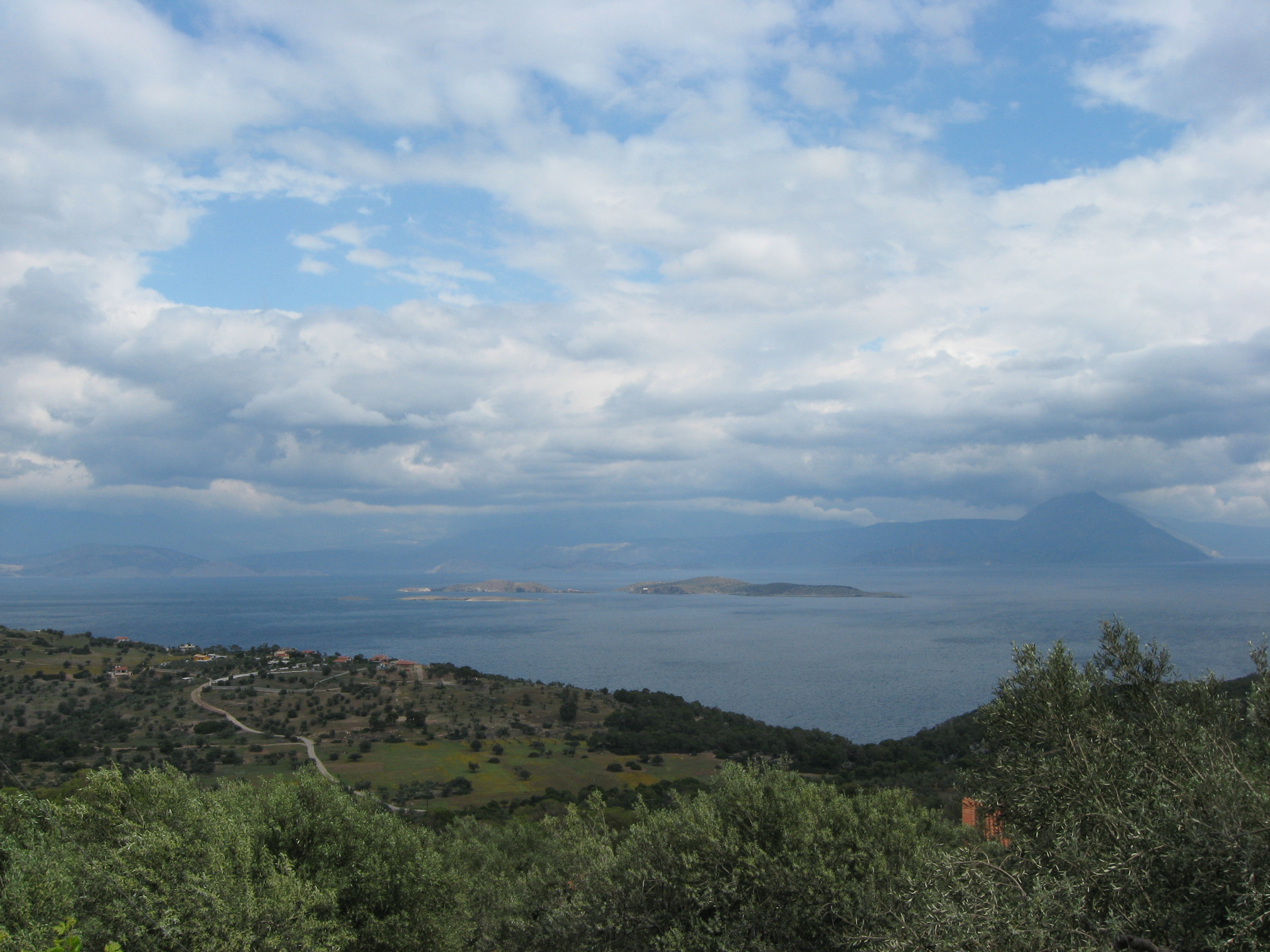
La mer des Alcyons.

La mer des Alcyons (en latin : Alcyonium mare ; en grec ancien : Κόλπος Ἀλκυονίδων / Kólpos Alkyonídōn) est un ancien nom du Golfe de Corinthe, en Grèce, ou de la partie orientale de ce golfe, selon les auteurs. Elle est parfois considérée comme équivalente à la baie de Livadostro.

## Étymologie
Alcyon est un terme d'origine grecque, formé de ἅλς / háls (« la mer ») et de κύειν / kýein (« être enceinte, concevoir ») ou dérive d'une racine indo-européenne signifiant crier, terme que l'on retrouve dans alque. Ce terme fait référence à l'alcyon de la mythologie grecque, oiseau légendaire nidifiant sur les vagues.

## Histoire
Dans l’Antiquité, Strabon mentionne une mer d’Alcyon ou mer Alcyonide (θάλαττα Ἀλκυονίς), comme hydronyme s’appliquant à une partie du golfe de Crissa (ou Krisa), entre la Béotie et la Mégaride, près de Corinthe. 
Dans la toponymie grecque actuelle, les îles « Alcyonides » (Ἀλκυονίδες / Alkyonídes) sont un petit archipel l’extrémité orientale du golfe de Corinthe, composé des îles Prasonisi, Glaronisi, Daskalio et Zoodochos Pygi.

## Mythe
Dans la mythologie, les Alcyonides sont sept nymphes, filles du géant Alcyonée. Désespérées de la mort de leur père, tué par Héraclès lors de la Gigantomachie, elles se jetèrent dans la mer et furent métamorphosées par Amphitrite, selon les versions, en îles ou en « alcyons ». La Souda lie cette légende au phénomène appelé par les Anciens « Jours alcyoniens » : une période de durée variable (sept, neuf ou onze jours d'après les auteurs grecs soit les sept jours qui précèdent et les sept jours qui suivent le solstice d'hiver pour les latins), pendant lesquels l'alcyon fabuleux était supposé faire son nid et couver ses œufs sur la mer, qui alors était calme. La mer des Alcyons tient donc son nom des îles que des oiseaux légendaires.